# توماس ويليام هاي
توماس ويليام هاي (بالإنجليزية: Thomas Hay)‏ هو سياسي بريطاني (وحمل سابقاً جنسية المملكة المتحدة لبريطانيا العظمى وأيرلندا)، ولد في 25 أغسطس 1882، وتوفي في 10 يوليو 1956. في الانتخابات العامة في المملكة المتحدة 1922 ‏، انتخب عضو برلمان المملكة المتحدة الـ32 عن دائرة نورفولك الجنوبية (15 نوفمبر 1922 – 16 نوفمبر 1923).